# Pterolophia strandiella
Pterolophia strandiella là một loài bọ cánh cứng trong họ Cerambycidae.